# 大涌道
大涌道（英語：Tai Chung Road）為香港新界荃灣主要道路，北至青山公路－荃灣段；南至與荃灣路以及海興路交匯的大涌道交匯處，全長600米，與大河道平行，貫通荃灣南北，亦是分隔荃灣市中心與柴灣角的道路。
大涌道至少於1963年已有，位置在現時道路的西側；旁邊是曹公潭流出藍巴勒海峽的明渠，當時附近的工廠都將污水排至此渠；1980年代中，政府在此渠上覆蓋並用來擴闊大涌道，並增設行人天橋方便行人橫過，其中部分行人天橋為荃灣行人天橋網絡部分。

## 交匯道路
由北至南順序排列
- 青山公路－荃灣段
- 福來里
- 香車街
- 白田壩街
- 沙咀道
- 柴灣角街
- 海盛路
- 海興路
- 荃灣路

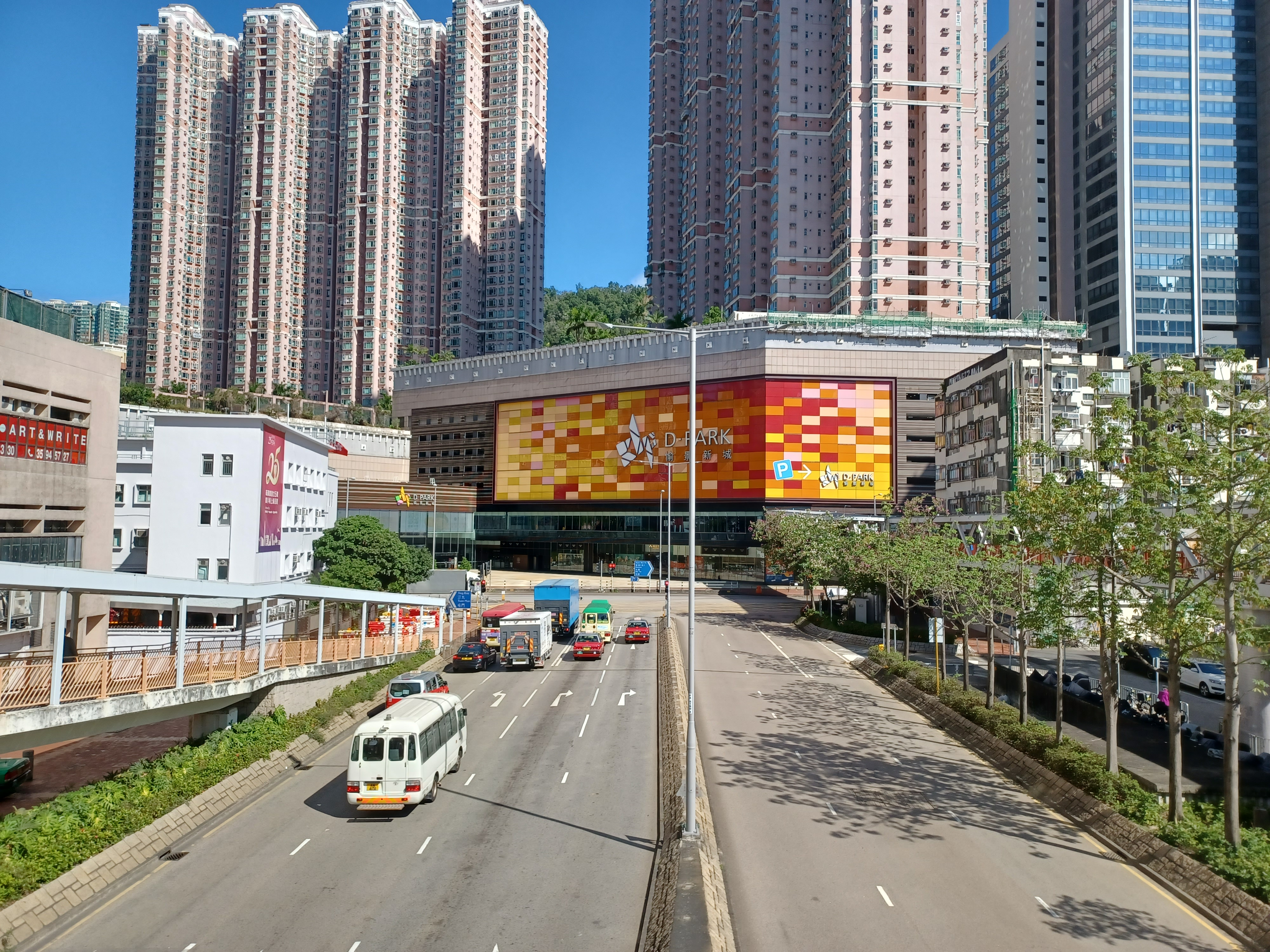
大涌道近青山公路－荃灣段
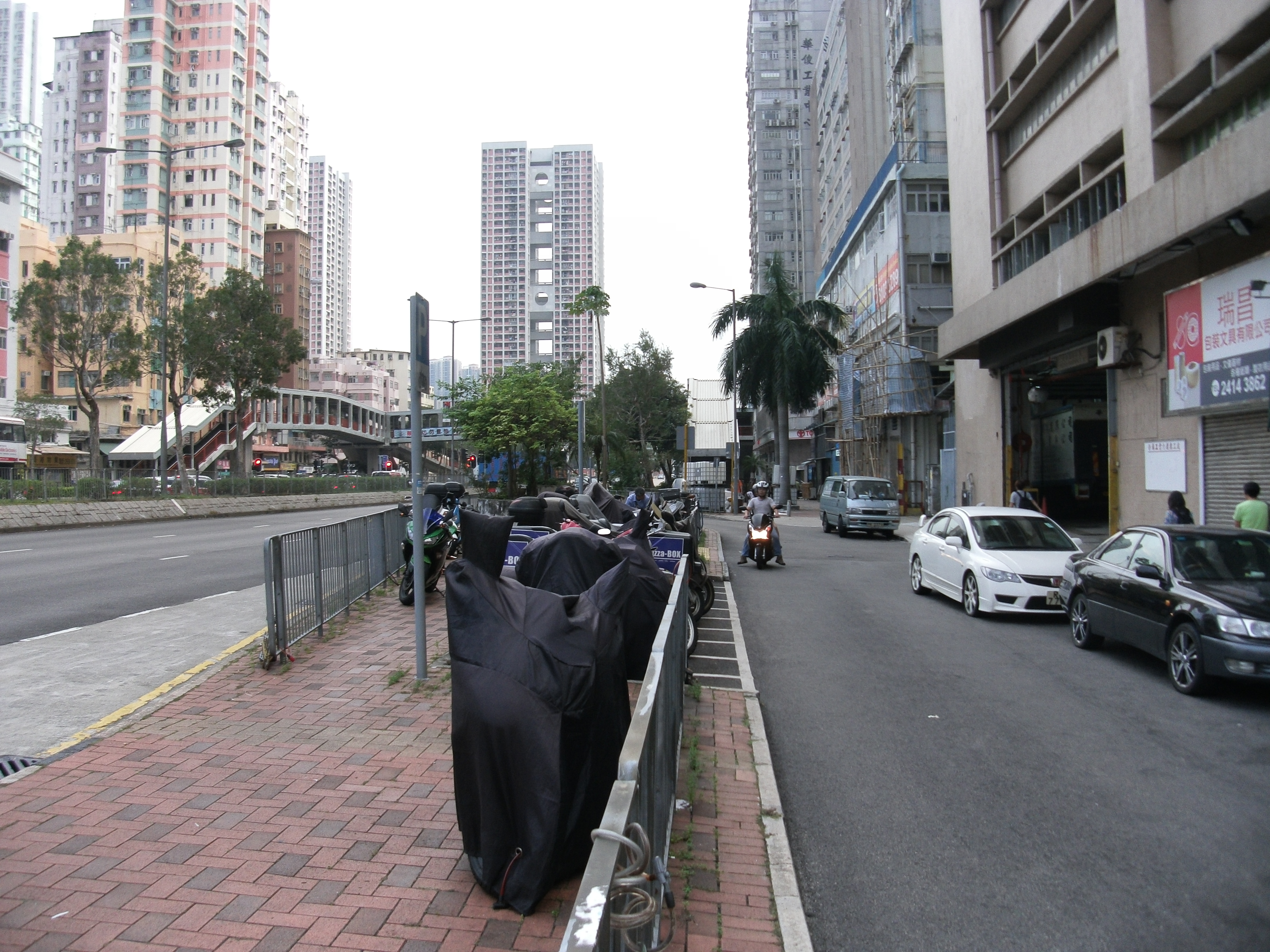
右方雙線的是原來的大涌道；左方是覆蓋明渠興建的「新」大涌道
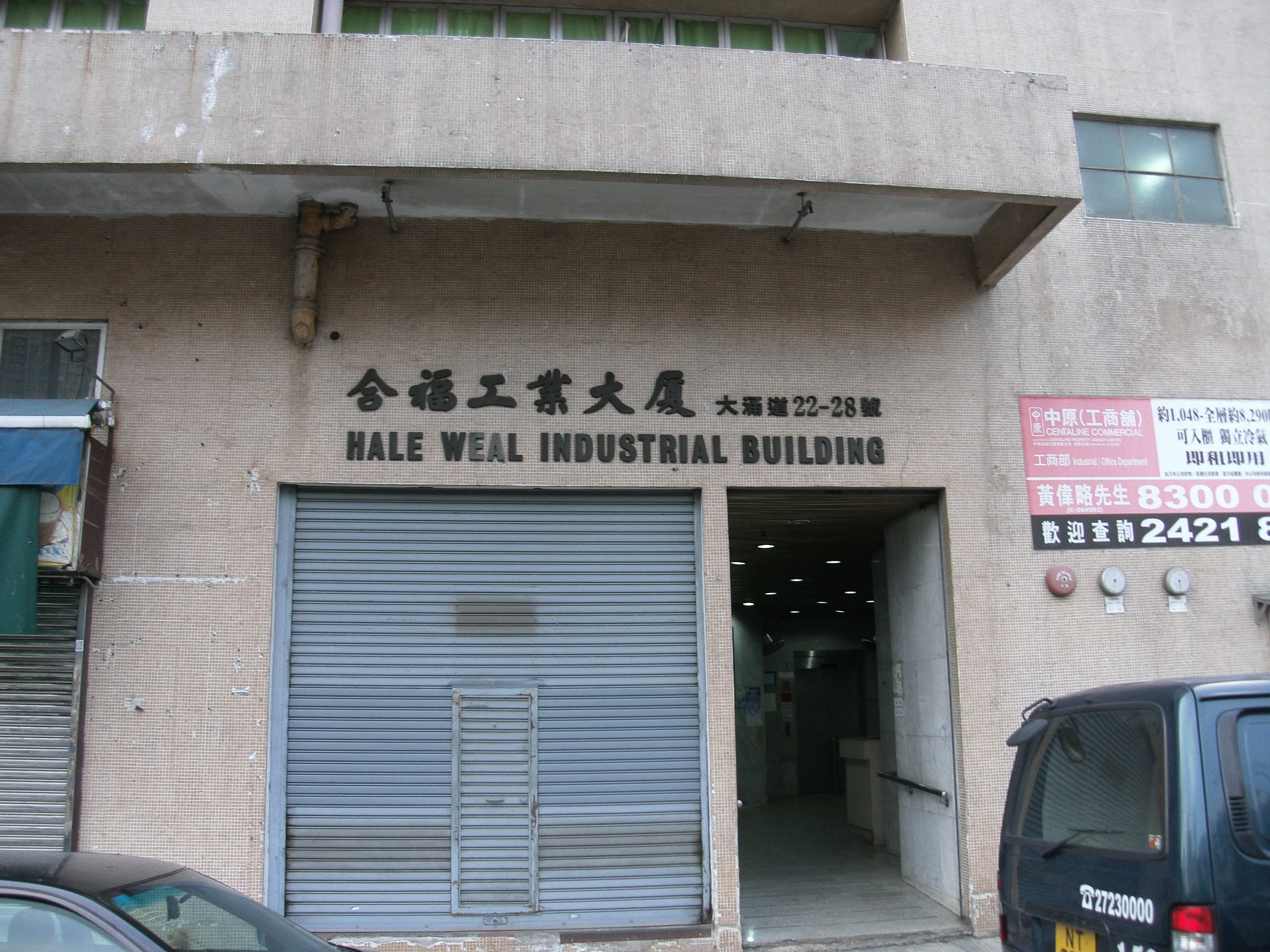
大涌道22-28號合福工業大廈